# Берлинская школа
Берлинская школа (нем. Berliner Schule, фр. Nouvelle Vague Allemande) — художественное направление в немецком кинематографе. Сформировалось в конце 90-х годов XX века. Главными выразителями идей этого направления принято считать режиссёров Ангелу Шанелек, Кристиана Петцольда и Томаса Арслана. Теоретическим рупором является журнал «Револьвер», основателем и главным редактором которого стал режиссёр Кристоф Хоххойслер.

## Появление термина
Сам термин «Берлинская школа» получил широкое распространение в 2001 году после рецензии кинокритика Райнера Ганзеры в статье «Glicks-Pickpocket» («Карманный вор счастья») на фильм Томаса Арслана «Прекрасный день». Есть сведения, что термин «Берлинская школа» уже использовался и до этого, например кинокритиком Мертеном Вортманном в «Die Zeit», но это использование не носило концептуального характера. Во Франции кинокритики назвали это направление «Nouvelle Vague Allemande» — «Новая немецкая волна» (по аналогии с Французской новой волной начала 60-х годов).

## История возникновения и развития
Три наиболее ярких представителя направления учились в Берлинской академии кино и телевидения (Ангела Шанелек, Кристиан Петцольд и Томас Арслан), где они проходили обучение у Хартмута Битомски (в период с 2006 по 2009 год он был её директором, на съёмках его фильма «Die UFA» в 1992 году Петцольд работал ассистентом, Арслан — помощником оператора, а Шанелек читала закадровый текст) и Харуна Фароки. Петцольд и Арслан были хорошо знакомы в годы учёбы в киношколе и даже организовали регулярные кинопоказы для студентов интересных с их точки зрения фильмов (Жана Эсташа, Марты Месарош, Билла Дугласа). Первыми фильмами нового направления принято считать: «Mach die Musik leiser» Томаса Арслана (1994 год), «Das Glück meiner Schwester» Ангелы Шанелек (1995 год) и «Pilotinnen» Кристиана Петцольда (1995 год). Эти фильмы были показаны на европейских фестивалях и привлекли к себе внимание критики.

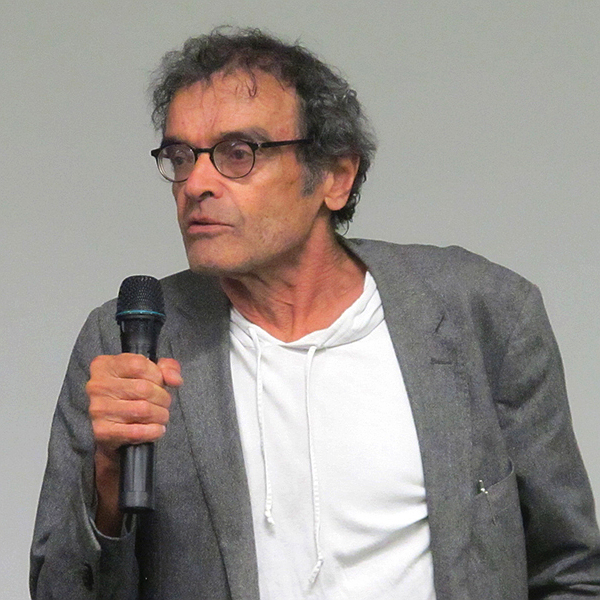
Харун Фароки, идейный вдохновитель основателей Берлинской школы
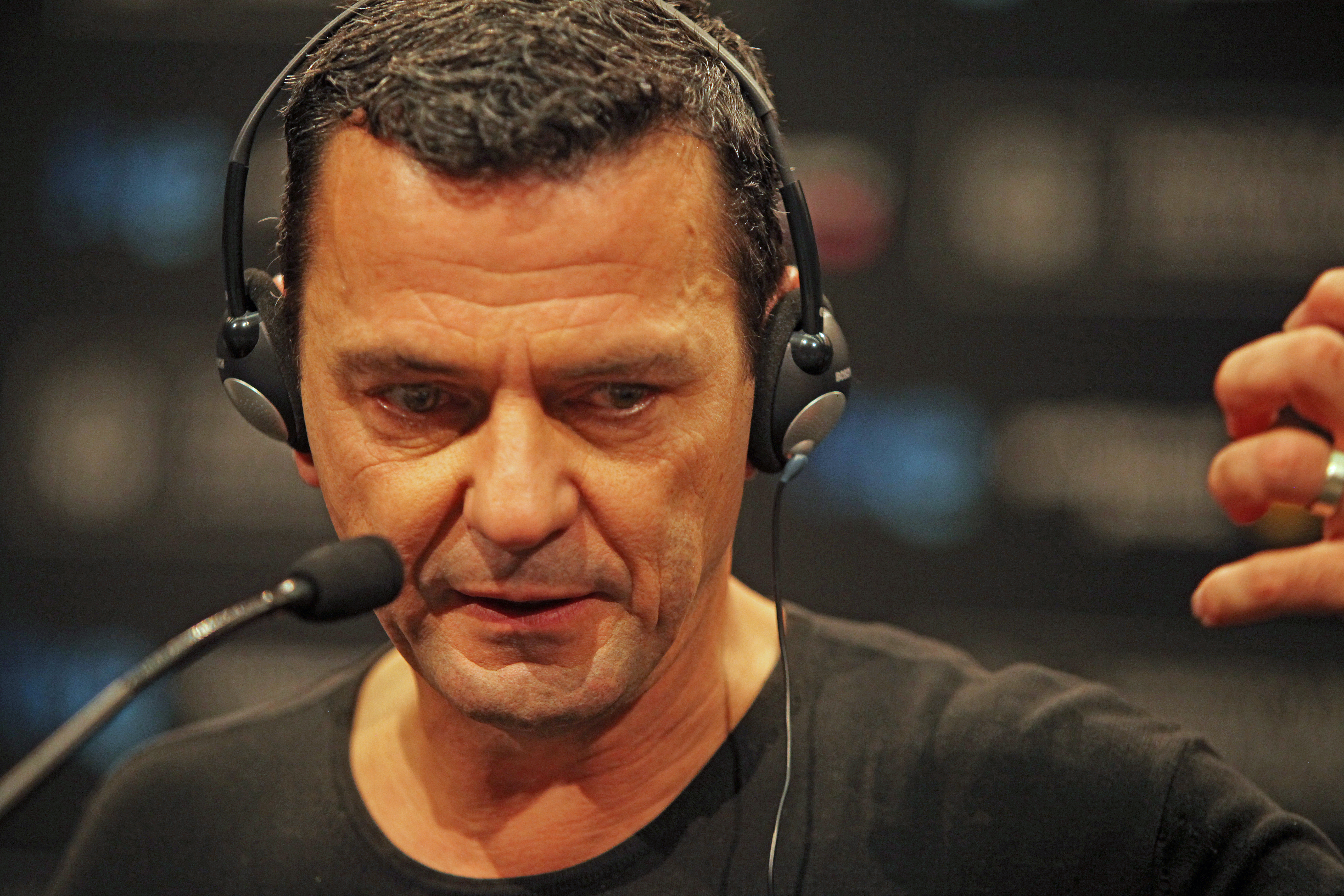
Кристиан Петцольд
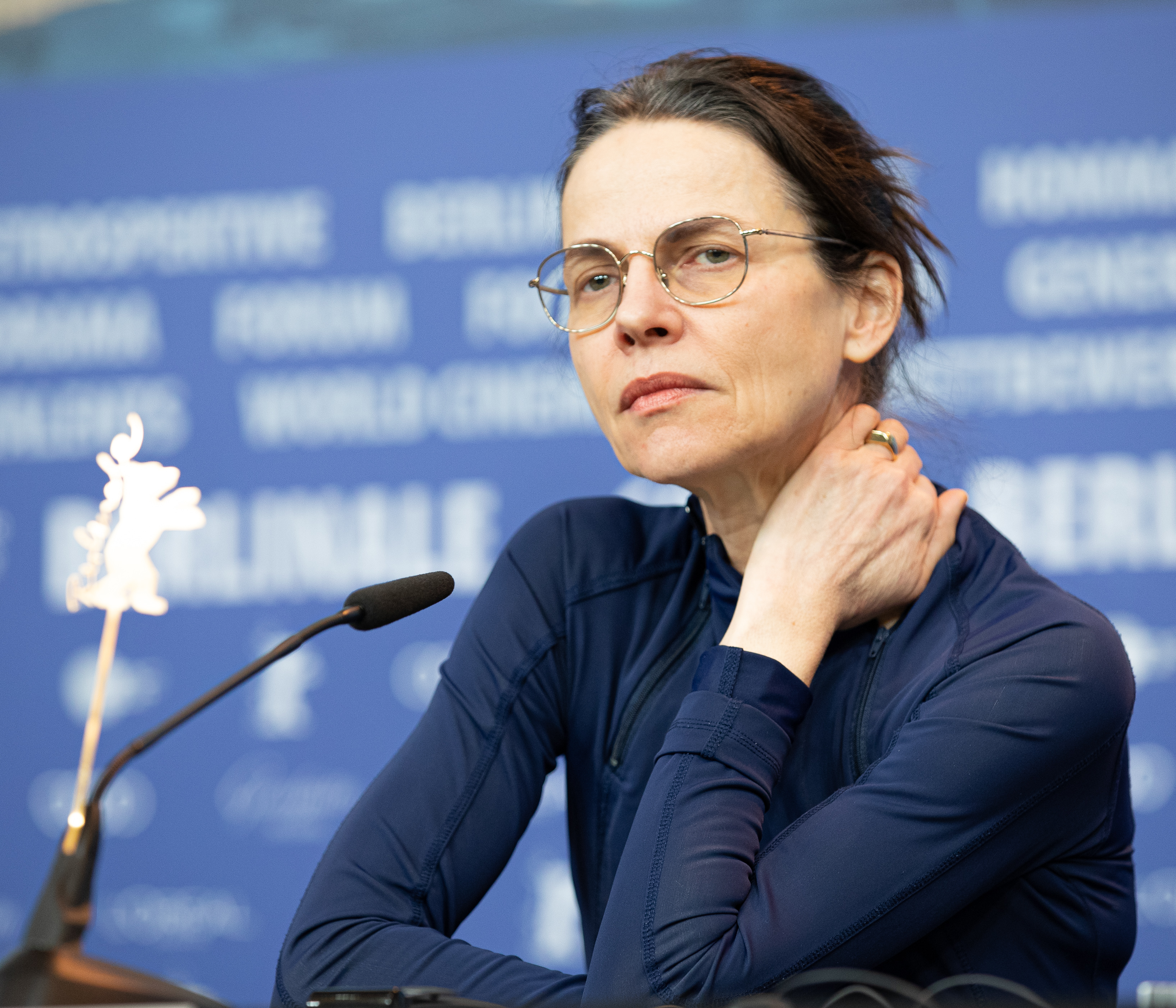
Ангела Шанелек
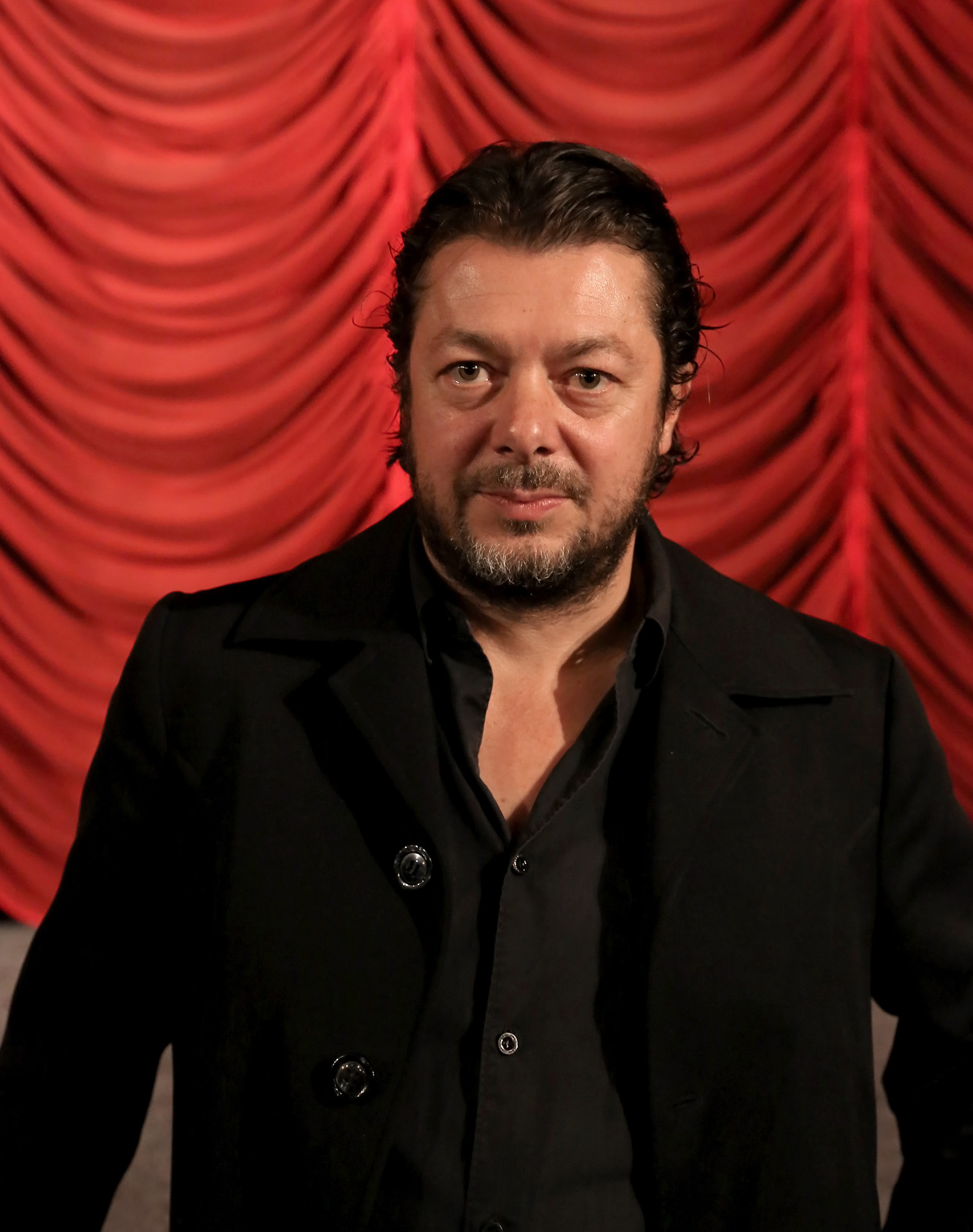
Томас Арслан

Важную роль в развитии Берлинской школы сыграл журнал «Револьвер», главным редактором которого является Кристоф Хоххойслер, этот журнал и соответствующий ему интернет-блог воспринимается как теоретический рупор этого направления. Журнал был основан а 1998 году группой студентов Мюнхенской Кинематографической Академии. Видную роль среди них играли Кристоф Хоххойслер и Беньямин Хайзенберг. Студенты были недовольны уровнем преподавания теории и истории кино в их школе. Хоххойслер и Хайзенберг пытались поставить кино в общекультурный контекст, — и анализировали кино в сопоставлении с другими видами искусства: от скульптуры до сочетания изображения и текста между собой. В начале 2000 годов они переехали в Берлин для поиска средств на самостоятельные съёмки фильма и лично познакомились с Шанелек, Петцольдом и Арсланом. Здесь продолжилось издание журнала и стали регулярно проводиться мероприятия «Revolver live» (публичные встречи с режиссёрами заметных в художественном отношении фильмов).
Режиссёры Берлинской школы не принимали совместных официальных Деклараций или Манифестов, которые могли бы служить ориентиром для её последователей. Стилистика фильмов тех режиссёров, которые причисляют себя к ней различна. Особое значение для развития Берлинской школы имела телевизионная трилогия «Три жизни» («Dreileben»). Эти полуторачасовые фильмы объединяет немецкий городок Драйлебен (на самом деле такого города не существует, он выдуман авторами). Три фильма поставлены Кристианом Петцольдом, Домиником Графом и Кристофом Хоххойслером. Это — мелодрама, детектив и психологический триллер, демонстрирующие общность принципов Берлинской школы и своеобразие индивидуальной манеры разных режиссёров, примыкающих к ней. Фильмы этого направления представлены в кинопрокате ограниченным количеством копий и обычно не окупаются в прокате (долгое время наиболее успешным фильмом берлинской школы считалась «Внутренняя безопасность», собравшая 120 тысяч зрителей). Фильмы Берлинской школы активно участвуют в европейских фестивалях, получают на них высокие награды. Значительная часть фильмов снята для телевидения.

## Основные особенности
- Линейный принцип повествования, но фильмы не столько рассказывают сюжет, сколько наблюдают за его развитием. Созерцательность, медленное развитие сюжета, стремление фиксировать действительность в её деталях[7]. Кристоф Хоххойзер определяет эту особенность так (из письма)[8]:

«Самые счастливые моменты моей киножизни были всегда связаны с состоянием чистого созерцания, вне всякой морали, с концентрацией, пребыванием у себя самого»
.
- Условность выбранного жанра (от триллера, детектива и вестерна до мелодрамы), он является только предлогом для налаживания контакта со зрителем.
- Объективность и беспристрастность взгляда режиссёра, который не пытается вскрыть психологическую подоплёку событий и принять сторону одного из героев, анализировать воздействие прошлого на настоящее и настоящего на будущее. Внутренний мир героя выражает его социальную сущность.
- Минимальное использование диалогов, использование в основном визуальных средств выразительности.
- Герои фильмов Берлинской школы — лишние люди для современного неолиберального капиталистического общества (Кристиан Петцольд открыто говорит о своих социалистических взглядах и неприятии капиталистического общества, социалистических взглядов придерживается и активно пропагандирует их в своих фильмах предшественник и вдохновитель Берлинской школы Харун Фароки), которое разрушает традиционные человеческие ценности — дом, семью. При этом режиссёры предпочитают отрицать прямой политический характер своих фильмов.
- Принципиальное неприятие постмодернизма, стремление ставить вопросы о самоопределенности, индивидуальном выборе и ответственности.

## Видные представители[9]
- Ангела Шанелек
- Кристиан Петцольд
- Томас Арслан
- Хоххойслер, Кристоф
- Валеска Гризебах
- Ульрих Кёлер
- Марен Аде
- Мария Шпет
- Доминик Граф (принадлежит к более старшему поколению, но сотрудничает с Берлинской школой и обычно причисляется к ней)
- Беньямин Хайзенберг
- Хеннер Винклер
- Пиа Марэ
- Изабелле Штевер
- Ян Крюгер
- Эльке Хаук

## Наиболее значимые фильмы
- 2003 Молочный лес / Milchwald (режиссёр Кристоф Хоххойслер)[10]
- 2005 Призраки / Gespenster (режиссёр Кристиан Петцольд)[11]
- 2010 В тени / Im Schatten (режиссёр Томас Арслан)[12]
- 2010 Грабитель / Der Räuber (режиссёр Беньямин Хайзенберг)[13]
- 2011 Барбара / Barbara (режиссёр Кристиан Петцольд)[14]